# Lee Purcell

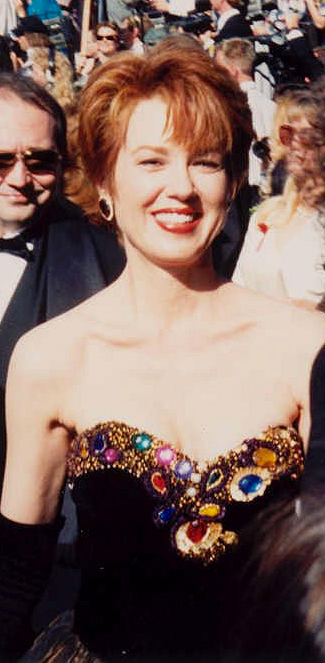
Lee Purcell bei der Emmy-Verleihung 1994

Lee Purcell (* 15. Juni 1947 als Lee Jeune Williams in Cherry Point, North Carolina) ist eine US-amerikanische Schauspielerin.

## Leben und Leistungen
Purcell debütierte in einer größeren Rolle an der Seite von Michael Douglas in dem Filmdrama Adam at Six A.M. (1970). In dem Horrorfilm Horror-Attack (1972) spielte sie neben Orson Welles, in dem Actionfilm Das Gesetz bin ich (1974) war sie neben Charles Bronson zu sehen. In dem Actionfilm Kopfjagd (1983) spielte sie mit Jilly Buck die Nichte des Gouverneurs von Texas, die dem aus einem Gefängnis geflohenen Eddie Macon (John Schneider) hilft. Für ihre Rolle in dem Fernsehdrama Sehnsucht ohne Grenzen (1991) war sie 1991 für einen Emmy nominiert. Eine weitere Emmy-Nominierung erhielt sie 1994 für ihre Rolle in dem Fernsehdrama Die Sünden eines Vaters (1994), in dem sie neben Beau Bridges und Lloyd Bridges eine größere Rolle hatte. In den Jahren 1995 und 1996 war sie in einigen Folgen der Fernsehserie Ein Mountie in Chicago in der Nebenrolle der Louise St. Laurent zu sehen.
Ihr Sohn Dylan Purcell ist ebenfalls Schauspieler.

## Filmografie (Auswahl)
- 1970: Adam at Six A.M.
- 1972: Horror-Attack (Necromancy)
- 1972: Dreckiger kleiner Billy (Dirty Little Billy)
- 1972: Jede Stimme zählt (Stand Up and Be Counted)
- 1973: Kid Blue
- 1973: Auf vollen Touren (Hijack!, Fernsehfilm)
- 1973–1975: Cannon (Fernsehserie, 3 Folgen)
- 1974: Das Gesetz bin ich (Mr. Majestyk)
- 1974: Detektiv Rockford – Anruf genügt (The Rockford Files; Fernsehserie, Folge Geraubte Freundschaft)
- 1975: Die Straßen von San Francisco (The Streets of San Francisco, Fernsehserie, Folge Callgirls)
- 1975: Die Waltons (Fernsehserie, Folge Die Luftakrobaten)
- 1975, 1977: Barnaby Jones (Fernsehserie, 2 Folgen)
- 1977: Der legendäre Howard Hughes (The Amazing Howard Hughes, Fernsehfilm)
- 1978: Tag der Entscheidung (Big Wednesday)
- 1978: Kurz vor den Ferien (Almost Summer)
- 1978: Eine tödliche Bedrohung (Stranger in Our House, Fernsehfilm)
- 1980: Zwei wahnsinnig starke Typen (Stir Crazy)
- 1982: Hausaufgaben (Homework)
- 1982: Die unglaubliche Reise in einem verrückten Raumschiff (Airplane II: The Sequel)
- 1983: Valley Girl
- 1983: Kopfjagd (Eddie Macon’s Run)
- 1985: Die Errol-Flynn-Legende (My Wicked, Wicked Ways: The Legend of Errol Flynn, Fernsehfilm)
- 1985: Proxima Centauri 3 – Revolte im All (Space Rage)
- 1985: Magnum (Fernsehserie, Folge Old Acquintance)
- 1985–1994: Mord ist ihr Hobby (Murder, She Wrote; Fernsehserie, 5 Folgen)
- 1987: MacGyver (Fernsehserie, Folge Dalton, Jack of Spies)
- 1988: Die Rückkehr des unheimlichen Hulk (The Incredible Hulk Returns, Fernsehfilm)
- 1991: Sehnsucht ohne Grenzen (Long Road Home, Fernsehfilm)
- 1994: Die Sünden eines Vaters (Secret Sins of the Father, Fernsehfilm)
- 1995–1996: Ein Mountie in Chicago (Due South; Fernsehserie, 6 Folgen)
- 1997: X-Factor: Das Unfassbare (Beyond Belief: Fact or Fiction; Fernsehserie, 2 Folgen)
- 1998: African Journey (Malaika)
- 2005: The Unknown
- 2006: White Picket Fence (Kurzfilm)
- 2010: Persons Unknown (Fernsehserie, 5 Folgen)
- 2015: Kids vs Monsters
- 2016: JL Ranch
- 2019: Carol of the Bells